# Puerto Manzanillo
Puerto Manzanillo är en hamn i Dominikanska republiken. Den ligger i provinsen Monte Cristi, i den nordvästra delen av landet, 230 km nordväst om huvudstaden Santo Domingo. Runt Puerto Manzanillo är det ganska tätbefolkat, med 58 invånare per kvadratkilometer. Närmaste större samhälle är San Fernando de Monte Cristi, 17,2 km nordost om Puerto Manzanillo. Omgivningarna runt Puerto Manzanillo är en mosaik av jordbruksmark och naturlig växtlighet.